# Jean-François Pourvoyeur
Jean-François Pourvoyeur est un graveur d'interprétation (eau-forte, burin et taille-douce) français né Jean-Baptiste François Catherine Pourvoyeur en 1784 et mort à Paris le 6 août 1851.

## Biographie
Jean-François Pourvoyeur est probablement, indique Neil Jeffares, le petit-fils du peintre pastelliste portraitiste Jean-Baptiste Pourvoyeur (fl. 1762-1783), membre de l'Académie de Saint-Luc. Élève du graveur abbevillois Jacques Couché, il expose au Salon de Paris entre 1831 et 1845. Il est installé un temps au 21 rue de Bièvre à Paris.

## Contributions bibliophiliques
- Molière, Œuvres complètes, portrait de Molière gravé par Jean-François Pourvoyeur d'après Charles Antoine Coypel dans le tome 1, L. Debure éditeur à Paris, imprimerie de Firmin Didot, 1825.
- Montesquieu, Œuvres complètes précédées de son éloge par d'Alembert, portrait de Montesquieu gravé par Jean-François Pourvoyeur, L. Debure éditeur à Paris, imprimerie de Firmin Didot, 1827.
- Pierre-Jean de Béranger, Chansons, Perrotin, Guillaumin, Bigot, 1829.
- Guillaume-Isidore Baron de Montbel, Le Duc de Reichstadt, notice sur la vie et la mort de ce prince, portrait du Duc de Reichstadt (1811-1832) gravé par Jean-François Pourvoyeur d'après Moritz Michael Daffinger, Le Normand, Dentu à Paris et Augé à Versailles, 1832.
- Jean-Jacques Rousseau, Les Confessions, deux volumes constituant les tomes XI et XII des Œuvres complètes, frontispice et planches hors texte gravés par Jean-François Pourvoyeur, imprimerie et fonderie de G. Doyen, Paris, 1832.
- Vues pittoresques et monuments remarquables de l'Écosse, trente-deux vignettes gravées par Augustin François Lemaître, Eugène Nyon, Jean-François Pourvoyeur, Friedrich Schroeder, Pierre Eugène Aubert et Devillers pour les œuvres de Walter Scott, Fume, Paris, 1832[5].
- Musée de la Révolution, Perrotin, 1834.
- Walter Scott, La prison d'Edimbourg, eau-forte de Jean-François Pourvoyeur d'après Tony Johannot, Fume, Gosselin et Perrotin, 1835.
- Charles Gavard, Galeries historiques de Versailles, 1837.
- Fénelon, Les Aventures de Télémaque suivies des Aventures d'Antinoüs, gravures sur acier par Antoine François Gelée, Émile Giroux, Charles de Lalaisse et Jean-François Pourvoyeur d'après les dessins de Victor Adam, Alphonse Henriot éditeur, Paris, 1837.
- Honoré de Balzac, La Peau de chagrin, gravures, certaines de Jean-François Pourvoyeur, d'après Ange-Louis Janet dit Janet-Lange, Delloye et Lecou, Paris, 1838.
- Alexandre Guiraud, Poèmes et chants élégiaques, deux eaux-fortes par Jean-François Pourvoyeur d'après Alexandre Colin, Éditions A. Boulland, 1851.

## Collections publiques

### Allemagne
- Sammlung Archiv für Kunst uns Geschichte, Berlin, La Garde nationale de Paris part pour l'armée, septembre 1792, gravure d'après Léon Cogniet[6].

### États-Unis
- Bibliothèque du Congrès, Washington, Louis XVI repousse l'accusation d'avoir fait tirer sur le peuple, gravure d'après Ary Scheffer[7].

### France

Jean-François Pourvoyeur, Bataille du Mont-Thabor, gravure d'après Léon Cogniet et Henri Félix Emmanuel Philippoteaux

- Musée Fesch, Ajaccio, gravures pour les Galeries historiques de Versailles de Charles Gavard :
  - Combat de Salo, 31 juillet 1796, gravure[8].
  - Bataille du Mont-Thabor, 16 avril 1799, gravure d'après les tableaux de Léon Cogniet et Henri Félix Emmanuel Philippoteaux, ainsi que le dessin d'Édouard Girardet[9].
  - Bataille de Marengo, 14 juin 1800, gravure d'après le tableau de Carle Vernet et le dessin d'Abraham Girardet[10].
  - Combat de Champ-Aubert, 10 février 1814, gravure d'après le tableau de Jean-Charles Langlois et le dessin de Léopold Massard[11].
- Bibliothèque municipale de Bordeaux, Bataille de Marengo, 14 juin 1800, gravure d'après Carle Vernet[12].
- Musée Charles-VII, Mehun-sur-Yèvre, Entrée d'Alexandre le Grand dans Babylone, eau-forte et burin d'après Charles Le Brun[13].
- Cabinet des estampes de la Bibliothèque nationale de France, Paris :
  - Pierre Corneille, portrait en pied gravé à l'eau-forte d'après Alexandre-Joseph Desenne.
  - Histoire universelle du XIXe siècle : révolte des Noirs à Saint-Domingue, 16 septembre 1802, gravure d'après Martinet.
- Musée Carnavalet, Paris : 
  - Scènes de genre :
    - Les prisonniers de guerre, théâtre, eau-forte d'après Augustin Burdet : Sous les yeux de Macker, représenté au second plan, Dorante, embrassant Sophie, lui fait ses adieux[14].
    - Les confessions - Partie I, livre II, eau-forte d'après Alfred Johannot[15].

  - Compositions historiques :
    - Galerie historique de Versailles : fondation de la bibliothèque, 1379, eau-forte d'après Gillot Saint-Evre[16].
    - Charles le Téméraire, eau-forte d'après Tony Johannot[17].
    - La Fayette sauvant les gardes du corps dans la forêt de Versailles, face au peuple, estampe d'après Ary Scheffer[18].
    - Juillet 1790 : les travaux du Champ-de-Mars à la fête de la Fédération, estampe d'après Ary Scheffer[19].
    - Galerie historique de Versailles : La Garde nationale de Paris part pour l'armée, septembre 1792, eau-forte d'après Léon Cogniet[20].
    - Septembre 1792 : départ de la Garde nationale, guerre contre la Prusse, eau-forte d'après Léon Cogniet[21].
    - Louis XVI à l'assemblée de la Convention nationale, salle des Manèges du palais des Tuileries, 11 décembre 1792, estampe d'après Ary Scheffer[22].
    - Quiberon, 21 juillet 1795, eau-forte d'après Auguste Raffet[23].
    - 13 Vendémiaire An IV (5 octobre 1795), eau-forte d'après Alfred Johannot[24].
    - Napoléon blessé devant Ratisbonne, eau-forte d'après Claude Gautherot[25].
    - 30 juillet 1830, eau-forte d'après Horace Vernet[26].
    - Le Duc d'Orléans part du Palais-Royal pour se rendre à l'hôtel de ville, 31 juillet 1830, eau-forte d'après Horace Vernet[27].
- Bibliothèque municipale de Valenciennes, Valenciennes prise d'assaut par le Roi, 17 mars 1677, burin et eau-forte d'après Jean Alaux[28].
- Château de Versailles, Portrait de Charles Noblet, pastelliste, membre de l'Académie de musique[29].

### Italie
- Collection civique de gravures Achille-Bertarelli (it), Milan, La cathédrale de Milan, gravure[30].

### Pologne
- Bibliothèque nationale de Pologne, Napoléon blessé devant Ratisbonne, eau-forte d'après Claude Gautherot[31].

### Royaume-Uni
- British Museum, Londres :
  - Portrait de Voltaire, gravure d'après Quentin de La Tour[32].
  - Turc à l'épée, gravure d'après Eugène Delacroix pour les Chansons de Pierre-Jean Béranger, 1829[33].

### Suisse
- Bibliothèque publique et universitaire de Neuchâtel, Portrait en buste de Jean-Jacques Rousseau, eau-forte et burin, vers 1820.